# Élections législatives de 1906 dans le Cantal
Les élections législatives dans le Cantal, ont lieu les dimanches 6 mai 1906 et 20 mai 1906.
Elles ont pour but d'élire les 4 députés représentant le département à la Chambre des députés pour un mandat de quatre années.

## Mode de scrutin
L'élection se fait au scrutin d'arrondissement, soit un mode uninominal majoritaire à deux tours.
La circonscription pour l'élection est l'arrondissement.
Le scrutin est individuel, chaque arrondissement élisant un député.
Les arrondissements qui ont plus de cent mille habitants sont divisés. Dans ce cas on élit un député par circonscription électorale.
L'article 18 précise qu'il faut réunir pour être élu au premier tour :
1. La majorité absolue des suffrages exprimés ;
2. Un nombre de suffrages égal au quart des électeurs inscrits.

Au deuxième tour la majorité relative suffit. En cas d'égalité c'est le plus âgé qui est élu.

## Résultats par arrondissement

### Arrondissement d'Aurillac
- Elle regroupe tous les cantons de l'arrondissement, au sud-ouest du département.

|                | Justin Rigal *            | Rad ind        | 12 623 | 70,67  |  |  |
|                | Alphonse Teillard-Chambon | Conservateur   | 3 556  | 19,91  |  |  |
|                | Émile Martin              | Rép G          | 1 356  | 7,59   |  |  |
|                | Félix Rigal               | SFIO           | 317    | 1,78   |  |  |
|                |                           |                |        |        |  |  |
| Inscrits       | Inscrits                  | Inscrits       | 24 955 | 100,00 |  |  |
| Votants        | Votants                   | Votants        | 18 100 | 72,53  |  |  |
| Blancs et nuls | Blancs et nuls            | Blancs et nuls | 260    | 1,44   |  |  |
| Exprimés       | Exprimés                  | Exprimés       | 17 861 | 98,56  |  |  |

*sortant

### Arrondissement de Mauriac
- Elle regroupe tous les cantons de l'arrondissement, au nord-ouest du département.

|                | Fernand Brun * | Rad ind        | 6 145  | 51,87  |  |  |
|                | Schaffner      | Rad-soc        | 3 004  | 25,36  |  |  |
|                | Amédée Peyrac  | Libéral        | 2 689  | 22,70  |  |  |
|                |                |                |        |        |  |  |
| Inscrits       | Inscrits       | Inscrits       | 17 183 | 100,00 |  |  |
| Votants        | Votants        | Votants        | 11 911 | 69,32  |  |  |
| Blancs et nuls | Blancs et nuls | Blancs et nuls | 63     | 0,53   |  |  |
| Exprimés       | Exprimés       | Exprimés       | 11 848 | 99,47  |  |  |

*sortant

### Arrondissement de Murat
- Elle regroupe tous les cantons de l'arrondissement, au centre-nord du département.

|                | Ferdinand Baduel          | Rad ind        | 4 311  | 54,16  |  |  |
|                | Stanislas de Castellane * | Progressiste   | 3 643  | 45,77  |  |  |
|                |                           |                |        |        |  |  |
| Inscrits       | Inscrits                  | Inscrits       | 10 681 | 100,00 |  |  |
| Votants        | Votants                   | Votants        | 8 002  | 74,92  |  |  |
| Blancs et nuls | Blancs et nuls            | Blancs et nuls | 43     | 0,54   |  |  |
| Exprimés       | Exprimés                  | Exprimés       | 7 959  | 99,46  |  |  |

*sortant

### Arrondissement de Saint-Flour
- Elle regroupe tous les cantons de l'arrondissement, au sud-est du département.
- Charles Bos est député sortant du département de la Seine.

| Candidats      | Candidats       | Étiquette      | Premier tour | Premier tour |
| Candidats      | Candidats       | Étiquette      | Voix         | %            |
| -------------- | --------------- | -------------- | ------------ | ------------ |
|                | Pierre Hugon *  | Rad ind        | 6 168        | 50,55        |
|                | Charles Bos     | Rad ind        | 6 026        | 49,38        |
|                | Jacques Chauvet |                | 2            | 0,01         |
|                |                 |                |              |              |
| Inscrits       | Inscrits        | Inscrits       | 14 289       | 100,00       |
| Votants        | Votants         | Votants        | 12 260       | 85,80        |
| Blancs et nuls | Blancs et nuls  | Blancs et nuls | 57           | 0,47         |
| Exprimés       | Exprimés        | Exprimés       | 12 203       | 99,53        |

*sortant